# Stazione di Tokyo Teleport

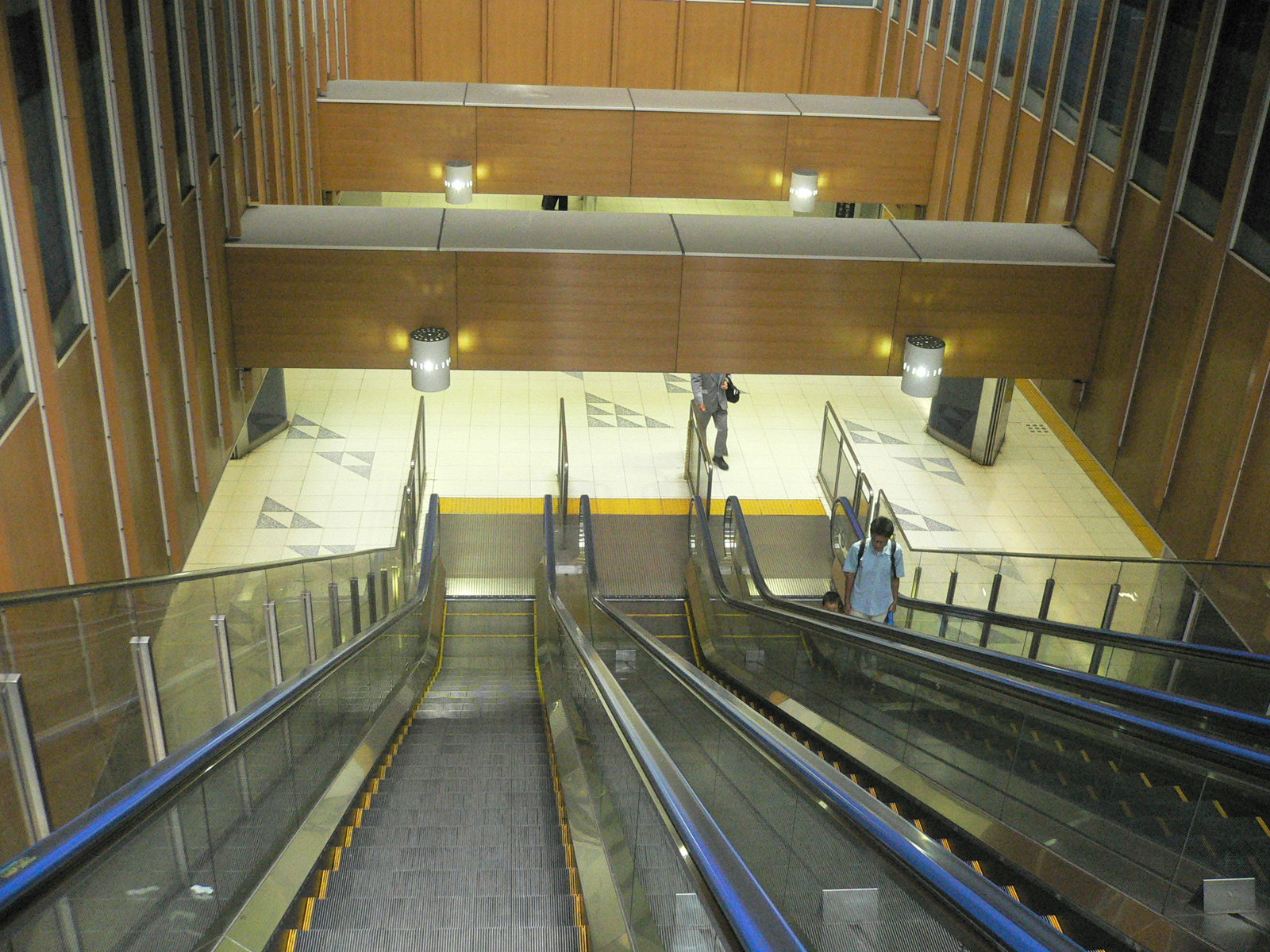
Vista delle scale mobili che portano al mezzanino

La stazione di Tokyo Teleport (東京テレポート駅?, Tōkyō Terepōto-eki) è una stazione ferroviaria di Tokyo situata a Odaiba, nel quartiere di Kōtō ed è servita dalla linea privata Rinkai della TWR.

## Storia
La stazione fu aperta nel 1996 assieme al primo stralcio della linea Rinkai.

## Linee
TWR
● Linea Rinkai

## Struttura
La stazione si trova in sotterraneo, con il mezzanino al primo piano sotterraneo e i 2 binari, con banchina a isola centrale, al terzo piano sotterraneo. Il camerone di stazione è completamente aperto, e un lucernario in superficie permette alla luce naturale di arrivare fino al piano binari. 
| 1 | ● Linea Rinkai | per Ōimachi, Ōsaki, Shinjuku e Ōmiya (via linea Saikyō) |
| 2 | ● Linea Rinkai | per Kokusai-Tenjijō e Shin-Kiba                         |

## Stazioni adiacenti
| «               | Servizio     | »            |
| Linea Rinkai    | Linea Rinkai | Linea Rinkai |
| --------------- | ------------ | ------------ |
| Kokusai-Tenjijō | Locale       | Tennōzu Isle |